# حفظ کاربری اراضی
حفظ کاربری اراضی عبارت است از جلوگیری از تغییر نحوه استفاده از زمین‌های خاص توسط مالکان یا متصرفین آن، در صورتی که تغییر کاربری آنها آثار منفی طبیعی، اقتصادی، سیاسی، علمی یا فرهنگی به دنبال داشته باشد.
در بعضی از کشورها نظیر استرالیا، از اراضی مقدس بومیان و در نقاط دیگر مثل چین، از اراضی که احتمالاً دارای آثار باستانی و فسیل هستند محافظت می‌شود. با اینحال در اکثر کشورهای دنیا، معمولاً زمین‌های. کشاورزی، جنگلها، مراتع، اراضی باتلاقی و سایر اراضی طبیعی مورد محافظت قرار می‌گیرند. با توجه به نوع مالکیت در کشورهای خاورمیانه، حفظ کاربری اراضی در این کشورها بیشتر در رابطه با اراضی کشاورزی به کار برده می‌شود.
اراضی کشاورزی املاکی هستند که عملیات کشاورزی، باغداری یا تاک‌داری∗ به صورت تقریباً مداوم روی آنها انجام گیرد یا به دلیل شرایط ویژه، استعداد بالایی برای کشاورزی داشته باشند. قوانین متعددی برای جلوگیری از تغییر کاربری اراضی کشاورزی تدوین شده و شیوه‌های تشویقی و بازدارنده نیز استفاده می‌شوند.
حفاظت از کاربری زمین‌های کشاورزی در ایران به تازگی آغاز شده و به دلایل متعدد از جمله قانون‌های مبهم و ناقص، عدم انجام طرح‌های آمایش سرزمین، کمبود نیروی انسانی متخصص و قیمت بسیار بالای اراضی با کاربری مسکونی یا صنعتی، کارایی لازم را نداشته‌است. قانون گسترش قطب‌های کشاورزی مصوب ۵ خرداد ۱۳۵۴ اولین قانونی است که صریحاً روی حفاظت از زمین‌های کشاورزی تأکید دارد. با این حال این قانون صرفاً به زمین‌های کشاورزی واقع در قطب‌های کشاورزی محدود می‌شود. قانون حفظ کاربری اراضی زراعی و باغی مصوب ۳۱ خرداد ۱۳۷۴ نیز جهت جلوگیری از تغییر کاربری کلیه زمین‌های کشاورزی تصویب شد. با اینحال به دلیل موارد ابهام و نقص‌های بسیار زیاد در این قانون از جمله موارد استثنای متعدد (کمیسیون تبصره یک ماده یک قانون حفظ کاربری اراضی زراعی و باغ‌ها، اراضی مالکین کم درآمد و تغییرات کاربری نیاز بخش کشاورزی) و محدودیت حوزه عمل آن به اراضی کشاورزی خارج از محدوده قانونی شهر‌ها و شهرک‌ها، تأثیر ناچیزی در حفظ زمین‌های کشاورزی داشته‌است.
به عنوان مثال، عدم دریافت عوارض نیاز بخش کشاورزی، به منظور ایجاد تغییرات کاربری موردنیاز مزرعه، باغ یا تاکستان (نظیر تأسیسات آبیاری آن مزرعه) در نظر گرفته شده‌است. با اینحال به دلیل ابهام موجود، در عمل کلیه موارد تغییر کاربری که به هر نحوی به کشاورزی ارتباط پیدا می‌نمایند (از جمله احداث مرغداری یا گاوداری که نیاز بخش کشاورزی نمی‌باشند) نیاز بخش کشاورزی محسوب شده و از عوارض معاف می‌شوند.